# Julien Sturbois
Julien Sturbois est un animateur radio et télévision, né à Mons le 20 janvier 1983.

## Parcours professionnel
Tout d'abord animateur sur Sud Radio (Belgique)[Passage contradictoire], Julien Sturbois entre à Bel RTL en 2003 .
Dès 2004 il est animateur sur BXL. Il y anime la tranche horaire 16h-20h en semaine ainsi que la tranche horaire 7h-11h le dimanche puis il est rapidement le "joker" de la matinale de cette radio.
Lors de la disparition de BXL en 2007, Julien Sturbois participe à la création de la radio pop-rock Mint.
De janvier à juin 2007, il y anime une émission de 13h-17h.
En outre, en 2007, il est animateur sur la chaîne française JET, filiale du groupe TF1. 
Actuellement (depuis le lundi 2 juillet 2007), Julien Sturbois anime la tranche horaire 20h-23h (All Access) du lundi au vendredi sur la radio généraliste Bel RTL (initialement du lundi au jeudi, et depuis septembre 2009, du lundi au vendredi).  
Après avoir animé durant 2 saisons le Hit Bel RTL le samedi matin (2009-2011), il anime désormais également l'Ultratop Albums le dimanche après-midi (13h-16h)
Julien Sturbois est également connu pour animer une émission estivale appelée 'Les terrasses de l'été' sur Bel RTL, entre 20h-23h durant les mois de vacances. Le principe de cette émission itinérante est d'installer le stand d'émission sur une terrasse de restaurant, en plein air, et d'y recevoir des invités. Les artistes jouent 'live'.
Il est également le remplaçant de nombreuses émissions de la radio Bel RTL , dont le Bel RTL Matin avec Barbara Mertens
L'une des particularités de cet animateur est d'être également Technicien/Réalisateur (TCR) de ses émissions. Il lui arrive de travailler pour d'autres.
À noter l'animation d'émissions extérieures sur Bel RTL , dont :
- Un duo avec Agathe Lecaron depuis Split en Croatie (le week-end du 12 avril 2008)
- Val Thorens en France avec Sandrine Dans, Sandrine Corman, Alain Simons (du 14 au 17 janvier 2010).
- Spéciales Fêtes de Wallonie (2009,2010,2011)
- Forest National en direct (2008, 2009, 2010, 2011, 2012) -Patrick Bruel, Julien Clerc, Florent Pagny, Yannick Noah, Arthur, Francis Cabrel, ... -
- All Access 'Michael Jackson' en novembre 2009.
- All Access 'Robbie Williams' en octobre 2010.
- Spécial Noel à Disneyland Paris en 2010.
- Bel RTL en direct de Kusadasi Turquie en mai 2010.
- Qui sera le plus grand Fan de Johnny Hallyday en 2010.
- Marrakech en direct en mai 2011.
- Les '100 clés' en mai 2011.
- Festival Film Policier de Liège (2010,2011, ...)
- Spéciale 'Rencontres' (14 février 2012)

etc ...
Le concept de son émission radio quotidienne All Access est de recevoir des invités divers, qui font l'actualité, et de présenter les événements qui se déroulent en Belgique Francophone. 
Ce programme peut-être classé Family - Infotainment - Friendly - Music and Talk
Parmi les séquences de ce programme :
- Chroniqueurs 'Bien être', 'Cuisine', 'Voyages', 'Astrologie', 'Cinéma', 'Spectacles', 'Internet/nouvelles technologies', ...
- L'invité de 20h
- People
- 'La télé s'invite à la radio' (suivi de nombreuses émissions télé)
- Le Buzz d'All Access
- Les audiences Télé
- La cerise sur l'émission

etc ...
Parallèlement à ses activités radiophoniques, Julien Sturbois a animé en télévision un programme court appelé "La minute digitale", diffusé les jeudi soir à 20h10 lors du deuxième semestre 2008 sur RTL-TVI
En 2007, il fut animateur sur la chaîne de jeux télévisés française JET, filiale du groupe TF1.

## Récapitulatif du parcours professionnel à la radio
- Sud Radio[Passage contradictoire]
- BXL (2004-2007) (RTL Group)
- Mint la radio Pop-Rock (2007) (RTL Group)
- Bel RTL (2003- ...) (RTL Group)

## Récapitulatif parcours professionnel: Télévision
- JET (2007) (Groupe TF1)
- RTL-TVI (2008-...) (RTL Group)